# Bernd Franke (Fußballspieler)
Bernd Franke (* 12. Februar 1948 in Bliesen) ist ein ehemaliger deutscher Torhüter. Der siebenfache A-Nationalspieler hat in der Fußball-Bundesliga bei Eintracht Braunschweig von 1971 bis 1985 insgesamt 345 Ligaspiele absolviert. In der 2. Fußball-Bundesliga kamen in der Saison 1980/81 noch weitere 42 Ligaspiele hinzu, zuvor hatte der Torhüter aber schon 100 Spiele in den Regionalligen Südwest, West und Nord bestritten.

## Sportliche Laufbahn

### Vereinskarriere, bis 1971
Franke begann mit 10 Jahren beim SV Bliesen, dem in seinem Geburtsort, einem heutigen Stadtteil von St. Wendel, ansässigen Sportverein, mit dem Fußballspielen und setzte es ab 1966 in der Bezirksliga als Torhüter vom SV Urexweiler im gleichnamigen Ortsteil der Gemeinde Marpingen, fort. Er agierte zunächst jahrelang im Angriff und war zusätzlich auch im Handball und als Speerwerfer vielseitig sportlich aktiv. Dem Jugendalter entwachsen wurde er 1967 vom SV Saar 05 Saarbrücken verpflichtet, für den er bis 1969 in der seinerzeit zweitklassigen Regionalliga Südwest in 35 Punktspielen zum Einsatz kam. Unter Trainer Herbert Wenz debütierte er am 7. April 1968 bei einem 0:0-Auswärtsremis gegen Wormatia Worms in der Regionalliga Südwest. Stammtorhüter der Nullfünfer war aber Heinz Angel mit 25 Ligaeinsätzen, der Neuzugang aus Urexweiler musste sich mit fünf Einsätzen beim Erreichen des 9. Tabellenranges begnügen. In seinem zweiten Jahr bei Saar 05 war er aber bereits mit 30 Ligaeinsätzen klarer Stammtorhüter und belegte mit seiner Mannschaft den 6. Rang. Herausragend waren die Spiele gegen die Spitzenteams von SV Alsenborn, TuS Neuendorf, 1. FC Saarbrücken, FK Pirmasens und Borussia Neunkirchen gewesen, als er das Können deren Spitzenspieler wie Lorenz Horr, Roland Kirsch, Klaus Schmidt, Alban Wüst (SV Alsenborn), Alfred Brecht, Hans-Günter Funke, Werner Hölzenbein, Hans Sondermann (TuS Neuendorf), Emil Poklitar, Horst Schauß, Wolfgang Seel, Karl-Heinz Vogt, Gerhard Welz (1. FC Saarbrücken), Horst Brill, Helmut Kapitulski, Dieter Weinkauff, Hilmar Weishaar (FK Pirmasens), Norbert Heß, Ludwig Lang, Dieter Schock, Hugo Ulm (Borussia Neuenkirchen) in den Ligaspielen erfahren durfte.
Zur Saison 1969/70 verpflichtete ihn Fortuna Düsseldorf, für die er in zwei Spielzeiten der Regionalliga West 29 Mal das Tor hütete. In seinem ersten Düsseldorfer Jahr, 1969/70, wurde er von Trainer Otto Knefler in 12 Ligaspielen eingesetzt und die Fortuna belegte den 4. Rang. Wilfried Woyke verteidigte aber mit 22 Einsätzen seine Stammposition im Tor. In seiner zweiten Saison bei der Fortuna, jetzt hatte Heinz Lucas das Traineramt übernommen, glückte die Vizemeisterschaft und damit der Einzug in die Bundesligaaufstiegsrunde. In der Westliga waren Franke und Woyke jeweils in 17 Spielen zum Einsatz gekommen. Düsseldorf setzte sich in der Aufstiegsrunde mit Spielern wie Egon Köhnen, Werner Lungwitz, Klaus Budde, Hilmar Hoffer, Reiner Geye, Dieter Herzog, Klaus Iwanzik, Lothar Weschke, Robert Begerau und den zwei Torhütern Franke und Woyke gegen Borussia Neunkirchen, St. Pauli, 1. FC Nürnberg und Wacker 04 Berlin durch und stieg in die Bundesliga auf. Franke hatte aber ein Angebot von Eintracht Braunschweig vorliegen und ging nicht mit Düsseldorf in die Bundesliga, sondern wechselte zum Deutschen Meister des Jahres 1967.

### Eintracht Braunschweig, 1971 bis 1985
Danach spielte er 14 Jahre lang für Eintracht Braunschweig, die ihn zur Saison 1971/72 verpflichtet hatte. Sein Bundesligadebüt gab er unter Trainer Otto Knefler am 14. August 1971 (1. Spieltag) bei der 0:1-Niederlage im Auswärtsspiel gegen den VfL Bochum. Der jahrelange Stammtorhüter Horst Wolter, musste sich in der gesamten Saison mit neun Ligaeinsätzen begnügen, zog daraus im Sommer 1972 die Konsequenz und hütete fortan bei Hertha BSC das Tor. In der Bundesliga ging es in der Tabelle auf den 12. Rang zurück, der Verlust von Spielmacher und Torschütze Lothar Ulsaß machte sich deutlich bemerkbar. Im UEFA-Cup sammelte Franke die ersten Erfahrungen in den Spielen gegen Athletic Bilbao und Ferencvaros Budapest mit Florian Albert. Die Runde wurde aber beim BTSV negativ beeinflusst, da ein Teil der Mannschaft mit ständigen Vorladungen beim DFB wegen der Auswirkungen durch den Bundesliga-Skandal verbunden war. Obwohl die betreffenden Eintracht-Profis kein Spiel verschoben, sondern nur eine Prämie von dritter Seite für ihren Einsatz entgegengenommen hatten, verloren sie nach dem Geständnis von Max Lorenz ihren Kredit beim Publikum. Persönlich wurde seine Rundenleistung aber durch den Einsatz in der B-Nationalmannschaft am 29. März 1972 in Tatabanya gegen Ungarn bei einem 2:0-Sieg anerkannt. Sein Wechsel nach Braunschweig hatte sich gelohnt.
Bestritt Franke in seiner Premierensaison noch 26 von 34 Punktspielen, waren es in der Folgesaison alle 34. Seine konstant guten Leistungen hatten ihn sogar im März und Mai 1973 zu zwei A-Länderspielen geführt. Am 9. Juni 1973 (34. Spieltag) stand aber mit der Eintracht der Abstieg als Tabellensiebzehnter in die zweitklassige Regionalliga Nord fest, da Hannover 96 sich mit dem 4:0-Sieg im Auswärtsspiel gegen den Wuppertaler SV – bei gleichzeitiger 1:2-Niederlage im Heimspiel gegen Fortuna Düsseldorf – noch an den Braunschweigern vorbei auf Tabellenplatz 16 schob. Das Torverhältnis von 33:56 sprach deutlich für eine zu schwache Offensive, es war die deutlich schwächste Bilanz der Bundesliga in dieser Runde; mit den erhaltenen 56 Gegentoren wäre die Eintracht konkurrenzfähig gewesen. In den Heimspielen kassierte die Eintracht-Abwehr um Franke, Wolfgang Grzyb, Friedhelm Haebermann, Hans-Jürgen Hellfritz, Peter Kaack und Franz Merkhoffer nie mehr als zwei Gegentreffer.
Franke kehrte mit den Braunschweigern nach nur einer Saison als Meister der Regionalliga Nord 1974 in die Bundesliga zurück, als man sich in der BL-Aufstiegsrunde gegen den 1. FC Nürnberg, Wattenscheid 09, Wacker 04 Berlin und den 1. FC Saarbrücken durchgesetzt hatte, wenn auch nur denkbar knapp gegen das punktgleiche Nürnberg. Franke hatte in allen acht Spielen im Tor gestanden und dabei lediglich sechs Gegentreffer zu verzeichnen gehabt.
Nach der Rückkehr in die Bundesliga begann eine neue Ära der Eintracht, Branko Zebec übernahm den Trainerposten bei den „Löwen“, führte die Raumdeckung und das zweimalige tägliche Training ein und die Eintracht in der Tabelle nach vorne. Der Kroate, der zuletzt Hajduk Split in seiner Heimat trainiert hatte, galt als exzellenter Fachmann und entpuppte sich für die Eintracht als absoluter Glücksgriff. Zebec formte die spielerisch beste Eintracht aller Zeiten, führte die Blau-Gelben zu ihrer zweiten Glanzzeit in der Bundesliga und zehn Jahre nach dem ersten Meistertitel fast zum zweiten. Franke war der unumstrittene Stammtorhüter unter Trainer Zebec, in der Bundesliga wie auch in den Spielen im Europacup. In einem Interview äußerte sich Franke zu Zebec:  „Zebec war einer der besten Trainer, leider hatte er ein Problem: Das war der Alkohol, aber taktisch und vom Training her war er der Beste. In seinem System kam mir zugute, dass ich früher Feldspieler war. Ich bin ja erst mit 18 Jahren ins Tor gegangen.“ In der ersten Zebec-Saison 1974/75 kassierte die Eintracht lediglich 42 Gegentreffer, 1975/76 waren es 48, ehe es beim Erreichen des 3. Ranges 1976/77 nur noch 38 Gegentreffer waren. Franke bestritt in dieser Runde alle 34 Rundenspiele, ebenso Franz Merkhoffer und Dieter Zembski, die weiteren Defensivsäulen Grzyb und Reiner Hollmann waren in 30 Ligaspielen aufgelaufen. Friedhelm Haebermann vervollständigte mit 24 Ligaeinsätzen dieses Bollwerk. Von wesentlicher Bedeutung war der Platzverweis von Spielmacher Karl-Heinz Handschuh am 1. März 1977 bei der 0:3-Niederlage gegen Eintracht Frankfurt und seine anschließende Spielsperre; in diesen Wochen verloren die Mannen um Franke das Heimspiel gegen den Hamburger SV und das Auswärtsspiel gegen Hertha BSC und gaben weitere Punkte  durch Remisspiele gegen den Karlsruher SC, Borussia Mönchengladbach, MSV Duisburg und Borussia Dortmund ab.
Sechs Jahre später widerfuhr ihm das gleiche, der erneute Abstieg in die 2. Bundesliga Nord und die sofortige Rückkehr in die Bundesliga durch die Vizemeisterschaft 1980/81 in der 2. Bundesliga Nord und das Durchsetzen in den Entscheidungsspielen gegen den Südvizemeister Kickers Offenbach (0:1/2:0), wo Franke in beiden Spielen als sicherer Rückhalt der Eintracht Defensive beteiligt gewesen war. Beim entscheidenden 2:0-Heimerfolg am 10. Juni 1981 hielt er hinter der Abwehr mit Wolfgang Grobe, Michael Geiger, Hasse Borg und Franz Merkhoffer die Offenbacher Offensive in Schach. Bis Saisonende 1984/85 spielte er in der höchsten deutschen Spielklasse, beendete jedoch mit seinem letzten Bundesligaspiel am 8. Juni 1985 (34. Spieltag) bei der 0:1-Niederlage im Heimspiel gegen den FC Bayern München seine aktive Karriere und vermied seinen dritten Abstieg mit den Braunschweigern, die erst 28 Jahre später wieder aufsteigen sollten. Franke bestritt für Eintracht Braunschweig 345 Erst- und 78 Zweitligaspiele sowie 35 Spiele im DFB-Pokal- und 15 im UEFA-Pokal-Wettbewerb.
Unvergessen bleiben die fantastischen Reflexe des „Adlers“, der damit wesentlich dazu beitrug, dass die Eintracht im September 1977 das Weltklasse-Ensemble von Dynamo Kiew im Europapokal ausschaltete. Daneben hatte er eine überdurchschnittliche Sprungkraft und eine imponierende Beständigkeit. Der Saarländer, der als einziger Eintracht-Akteur ein großes Abschiedsspiel bekam, kehrte als 37-Jähriger wieder in seine Heimat zurück, um dort für einen Sportartikelkonzern als Repräsentant zu wirken und seinem Hobby als Tennisspieler nachzugehen.

### Auswahleinsätze
Franke debütierte im Nationaltrikot, als er mit der B-Nationalmannschaft am 29. März 1972 in Tatabánya mit 2:0 gegen die B-Auswahl Ungarns gewann. In den Spieljahren 1974 bis 1977 bestritt er fünf weitere B-Länderspiele, von denen er nur das am 25. Februar 1976 in Essen gegen die Auswahl Italiens mit 0:1 verlor.
Von 1973 bis 1982 absolvierte er sieben Länderspiele für die A-Nationalmannschaft, wobei er am 28. März 1973 in Düsseldorf beim 3:0-Sieg gegen die Auswahl der Tschechoslowakei debütierte. Nachdem er 1973 einen weiteren Einsatz hatte, kam er 1977 zu drei und 1982 zu zwei weiteren Einsätzen. Die WM-Teilnahme 1978 verpasste der „ideale Ersatzmann“ bei dem letzten Treffen vom 16. bis 19. Mai 1978 in Neu-Isenburg-Gravenbruch, wo auch noch ein Testspiel gegen eine Hessenauswahl durchgeführt wurde. Eine Minute vor dem Abpfiff der ersten Hälfte zog er sich nach einem Zusammenprall schwere Brüche im Sprunggelenk und Wadenbein zu und somit konnte Franke nicht am 21. Mai 1978 am Flug nach Argentinien teilnehmen. Erst drei Monate später konnte er mit dem Lauftraining sein Comeback einleiten und am neunten Spieltag der Saison 1978/79, den 14. Oktober 1978, sein erstes Rundenspiel bestreiten. Sein letztes Länderspiel bestritt er am 12. Mai 1982 in Oslo beim 4:2-Sieg gegen die Auswahl Norwegens. In diesem Zeitraum stand er 40-mal als Ersatztorhüter zur Verfügung.
Für die vom 13. Juni bis 11. Juli 1982 in Spanien ausgetragenen Weltmeisterschaft gehörte er mit zum Aufgebot, kam jedoch zu keinem Turniereinsatz.
Des Weiteren bestritt er von 1982 bis 1984 zwölf Länderspiele für die Olympiaauswahlmannschaft, davon die drei Gruppenspiele gegen Marokko, Brasilien und Saudi-Arabien während des olympischen Fußballturniers 1984 in Los Angeles sowie das mit 2:5 verlorene Viertelfinalspiel gegen Jugoslawien.
Zu seinem „Talent als Torhüter“ gibt es eine Expertenaussage schon aus seiner Jugendzeit: „Mein Gott, als Torhüter wird aus dir sicher nichts“, sagte der damalige saarländische Verbandstrainer Jupp Derwall 1965 zu dem Jugendspieler Bernd Franke aus Bliesen im Kreis St. Wendel, der vorher in Nachwuchslehrgängen als Verteidiger und Mittelstürmer hatte Talent erkennen lassen. Jetzt bist du bald draußen, hatte ihm Derwall damals an der Saarbrücker Sportschule angekündigt, als Franke zu einem Lehrgang kam und berichtete, er sei jetzt in seinem Heimatclub Torhüter geworden. Mit draußen meinte der Trainer die saarländische Jugendauswahl. Aber da hatte ich mich sehr getäuscht, gesteht Derwall 1975 seinen Irrtum ein. Bernd Franke überzeugte auf Anhieb auch im Auswahltor, ohne in einem Kursus speziell darauf vorbereitet worden zu sein. Bernd Franke ist einer der wenigen deutschen Torhüter, die dem Sepp Maier in allen Vorzügen nahekommen, sagte der DFB-Trainer 1975 über den Schlussmann von Eintracht Braunschweig.

### Erfolge
- Zweiter der Weltmeisterschaft 1982
- Dritter der Deutschen Meisterschaft 1977
- Bundesliga-Aufstieg 1971 (mit Fortuna Düsseldorf), 1974 und 1981 (mit Eintracht Braunschweig)

## Trivia
Franke lebt im saarländischen Urexweiler. Sieben Jahre lang war er Konditionstrainer der deutschen Profitennisspielerin Kristina Barrois.